# Скляний ключ (премія)
Скляний ключ (дан. Glasnøglen, норв. Glassnøkkelen, швед. Glasnyckeln, фін. Lasiavain-palkinto, ісл. Glerlykillinn) — щорічна літературна премія в галузі кримінальної та детективної літератури, яку присуджує Скандинавське детективне товариство (дан. Skandinaviske Kriminalselskabs)
Премія заснована 1992 року. Отримати її має право скандинавський твір у галузі кримінальної та детективної літератури, опублікований попереднього року. Переможця визначають на щорічному засіданні товариства у травні. Премію названо на честь роману Дешилла Гемметта (1894—1961). Спонсором премії є шведський видавець Бра Бюкер.
Спочатку премією нагороджували авторів з Данії, Норвегії та Швеції. 1998 року до них приєдналися автори з Фінляндії, а з 2001 року — з Ісландії. Для авторів з цих двох останніх країн існує особлива вимога, твір повинен бути перекладений однією зі скандинавських мов. З іншого боку, Фінляндія та Ісландія мають можливість номінувати твори, видані раніше попереднього року.
Голосування відбувається у два тури. Кожна з країн-учасниць призначає трьох членів журі, які визначають кандидатуру своєї країни. Журі кожної країни має назвати також двох кандидатів з чотирьох інших країн. У другому турі всі члени журі голосуванням обирають між двома кандидатами, що отримали найбільшу кількість голосів у першому турі.

## Лауреати
| Рік  | Письменник                      | Країна    | Оригінальна назва Видавництво, місце, рік                                | Українською Видавництво, місце, рік                |
| ---- | ------------------------------- | --------- | ------------------------------------------------------------------------ | -------------------------------------------------- |
| 1992 | Геннінг Манкелль                | Швеція    | Mördare utan ansikte Ordfront, Стокгольм, 1991                           |                                                    |
| 1993 | Петер Хьоґ                      | Данія     | Frøken Smillas fornemmelse for sne Rosinante, Копенгаген 1992            | «Смілла та її відчуття снігу» Фоліо, Харків 2013   |
| 1994 | Кім Смоге                       | Норвегія  | Sub Rosa Aschehoug, Осло 1993                                            |                                                    |
| 1995 | Ерік Отто Ларсен                | Данія     | Masken i spejlet Cicero, Копенгаген 1994                                 |                                                    |
| 1996 | Фредрік Скаген                  | Норвегія  | Nattsug Cappelen, Осло 1995                                              |                                                    |
| 1997 | Карін Фоссум                    | Норвегія  | Se deg ikke tilbake! Cappelen, Осло 1996                                 |                                                    |
| 1998 | Ю Несбе                         | Норвегія  | Flaggermusmannen Aschehoug, Осло 1997                                    | «Нетопир» Фоліо, Харків 2011                       |
| 1999 | Лейф Девідсен                   | Данія     | Lime's billede Lindhardt og Ringhof, Копенгаген 1998                     |                                                    |
| 2000 | Хокон Нессер                    | Швеція    | Carambole Bonniers, Стокгольм 1999                                       |                                                    |
| 2001 | Карін Альвтеген                 | Швеція    | Saknad Natur och Kultur, Стокгольм 2000                                  |                                                    |
| 2002 | Арнальдур Індрідасон            | Ісландія  | Mýrin Vaka-Helgafell, Рейк'явік 2000                                     |                                                    |
| 2003 | Арнальдур Індрідасон            | Ісландія  | Grafarþögn Vaka-Helgafell, Рейк'явік 2001                                |                                                    |
| 2004 | Курт Ауст                       | Норвегія  | Hjemsøkt Aschehoug, Осло 2003                                            |                                                    |
| 2005 | Андерс Рослунд Берге Гельстрьом | Швеція    | Odjuret Piratförlaget, Стокгольм 2004                                    |                                                    |
| 2006 | Стіг Ларссон                    | Швеція    | Män som hatar kvinnor Norstedt, Стокгольм 2005                           | «Чоловіки, що ненавидять жінок» Фоліо, Харків 2010 |
| 2007 | Матті Рьонкя                    | Фінляндія | Ystävät kaukana Gummerus Kustannus Oy, Гельсінкі 2006                    |                                                    |
| 2008 | Стіг Ларссон                    | Швеція    | Luftslottet som sprängdes Norstedt, Стокгольм 2007                       | «Повітряний замок, що вибухнув» Фоліо, Харків 2011 |
| 2009 | Юхан Теорін                     | Швеція    | Nattfåk Wahlström & Widstrand, Стокгольм 2008                            |                                                    |
| 2010 | Юссі Адлер-Ольсен               | Данія     | Flaskepost fra P Politiken, Копенгаген 2009                              |                                                    |
| 2011 | Лейф Перссон                    | Швеція    | Den döende detektiven Albert Bonnier, Стокгольм 2010                     |                                                    |
| 2012 | Ерік Валер                      | Данія     | Det syvende barn Politikens Forlag, Копенгаген 2011                      |                                                    |
| 2013 | Йорн Лієр Горст                 | Норвегія  | Jakthundene Gyldendal Nork forlag, Осло 1996                             |                                                    |
| 2014 | Гард Свін                       | Норвегія  | Den siste pilegrimen Vigmostad & Bjørke, Берген 2013                     |                                                    |
| 2015 | Томас Рюдаль                    | Данія     | Eremitten Bindslev, Фреденсборг 2014                                     |                                                    |
| 2016 | Ане Ріель                       | Данія     | Harpiks Tiderne Skifter, 2015                                            |                                                    |
| 2017 | Малін Перссон Джіоліто          | Швеція    | Störst av allt Wahlström & Widstrand, Стокгольм 2016                     |                                                    |
| 2018 | Камілла Гребе                   | Швеція    | Husdjuret Wahlström & Widstrand, Стокгольм 2017                          |                                                    |
| 2019 | Стіна Джексон                   | Швеція    | Silvervägen (Срібна дорога) Albert bonniers Förlag, Стокгольм 2018       |                                                    |
| 2020 | Камілла Гребе                   | Швеція    | Skuggjägaren (Мисливець за тінями) Wahlström & Widstrand, Стокгольм 2019 |                                                    |
| 2021 | Туве Альстердаль                | Швеція    | Rotvälta (Ви пригадаєте) Lind & Co., Стокгольм 2020                      |                                                    |
| 2022 | Мортен Гессельдаль              | Данія     | Mørket under isen (Темрява під льодом) Modtryk, Орхус 2021               |                                                    |